# Wolfgang Fahrian
Wolfgang Fahrian (Klingenstein, 31 de mayo de 1941 - Blaustein, 13 de abril de 2022) fue un futbolista alemán, que jugaba de portero y militó en diversos clubes de Alemania.

## Selección nacional
Con la Selección de fútbol de Alemania, disputó 10 partidos internacionales. Incluso participó con la selección alemana, en una sola edición de la Copa Mundial. La única participación de Fahrian en un mundial fue en la edición de Chile, en el que su selección quedó eliminada en los cuartos de final de la cita de Chile.

### Participaciones en Copas del Mundo
| Mundial                        | Sede  | Resultado        |
| ------------------------------ | ----- | ---------------- |
| Copa Mundial de Fútbol de 1962 | Chile | Cuartos de final |

## Clubes
| Club               | País     | Año         |
| ------------------ | -------- | ----------- |
| Ulm 1846           | Alemania | 1960 - 1964 |
| Hertha Berlín      | Alemania | 1964 - 1966 |
| Múnich 1860        | Alemania | 1966 - 1967 |
| Fortuna Düsseldorf | Alemania | 1967 - 1969 |
| Fortuna Colonia    | Alemania | 1969 - 1976 |